# پراویس‌دومینی
پراویس‌دومینی (به ایتالیایی: Pravisdomini) یک کومونه در ایتالیا است که در استان پوردنونه واقع شده‌است.

## خصوصیات
پراویس‌دومینی ۱۶٫۱ کیلومترمربع مساحت و ۳٬۴۶۳ نفر جمعیت دارد و ۱۰ متر بالاتر از سطح دریا واقع شده‌است.